# 加布里埃尔·考夫曼-科勒
加布里埃尔·考夫曼-科勒（Gabrielle Kaufmann-Kohler，1952年11月3日—），瑞士籍仲裁员、国际仲裁专家，瑞士日内瓦州和美国纽约州执业律师，国际商事仲裁理事会现任主席，瑞士仲裁协会荣誉主席，日内瓦大学名誉教授，勒维·考夫曼-科勒律师事务所（Levy Kaufmann-Kohler）的创始冠名合伙人，中国国际商事法庭外国专家委员会首批专家。
1952年11月3日，考夫曼-科勒生于法国米卢斯；1979年，在巴塞尔大学取得法学博士学位后，她在贝克·麦坚时律师事务所、Schellenberg Wittmer律师事务所工作并于升任合伙人，2008年与人合作创办了冠名律师事务所勒维·考夫曼-科勒，从业至今已经办理过愈200起国际仲裁案件并在其中大部分案件中担任仲裁员。1993年，她开始担任日内瓦大学法学院助理教授，1997年升任教授，负责教授国际仲裁和国际私法课程直至2018年退休，获颁荣誉教授；在此期间，她创办了日内瓦大学与日内瓦高级国际关系和发展研究院合作的国际争端解决硕士项目（LLM in International Dispute Settlement, 简称MIDS），并创办了日内瓦国际争端解决中心（Geneva Center for International Dispute Settlement，简称CIDS）。2016年，考夫曼-科勒成为瑞士联邦银行历史上第一位女性董事会成员。
考夫曼-科勒是具有国际知名度的仲裁员，专业领域包括商事仲裁、投资仲裁和体育仲裁；曾是众多仲裁机构的在册仲裁员，例如美国仲裁协会、国际商会仲裁院、伦敦国际仲院等。2016年，安理国际律师事务所主导的一项调查将考夫曼-科勒评为“国际上最有影响力的仲裁员”；联合国贸易和发展会议2018年的报告显示，她是国际投资争端解决中心1987年到2017年累积任命率全球第三的仲裁员。
除了仲裁实践之外，考夫曼-科勒同时致力于争端解决学术研究，有多部学术著作、众多期刊论文和调研报告，其中《国际仲裁：瑞士法律与实践》（International Arbitration: Law and Practice in Switzerland）对瑞士仲裁制度和实践进行了系统介绍。

## 教育经历与职业资格
1974年，瑞士日内瓦大学法律学位（Law Degree）；
1976年，瑞士日内瓦州执业律师资格；
1977年，瑞士巴塞尔大学法律学位；
1979年，瑞士巴塞尔大学法学博士（最高荣誉）；
1982年，美国纽约州执业律师资格。

## 职业经历
1980年，瑞士联合银行（Union Bank of Switzerland, 瑞士联邦银行前身），法律顾问；
1981年-1985年，贝克·麦坚时律师事务所纽约与日内瓦办公室，主办律师；
1985年-1995年，贝克·麦坚时律师事务所日内瓦办公室，合伙人；
1993年-1997年，瑞士日内瓦大学法学院助理教授；
1996年-2007年，Schellenberg Wittme律师事务所，合伙人；
1997年-2018年，瑞士日内瓦大学法学院教授；
2006年-2009年，瑞士联邦银行非执行董事；
2008年-2018年，日内瓦国际争端解决中心联合主任；
2008年至今，Lévy-Kaufmann-Kohler律师事务所，创始冠名合伙人；
2018年至今，日内瓦大学法学院荣誉教授。

## 仲裁员经历及荣誉
现任：国际商事仲裁理事会主席、瑞士仲裁协会荣誉主席、瑞士国际仲裁促进基金会管理委员会成员、联合国国际贸易法委员会第二工作组瑞士代表、中国国际商事法院外国专家、香港国际仲裁中心国际咨询委员会成员；
曾为以下机构的在册仲裁员：国际商会仲裁院、美国仲裁协会、伦敦国际仲裁院、国际体育仲裁院、国际投资争端解决中心等；
1996年-2000年，奥林匹克运动会仲裁庭主席；
2001年-2005年，瑞士仲裁协会主席；
2002年，创立国际足联韩日世界杯特设仲裁庭；
2006年-2011年，国际篮球联合会仲裁庭主席

## 主要著作
《国际仲裁：瑞士法律与实践》（2015年）、《在线争议解决：当代争议价值面临的挑战》（2004年）、《奥林匹克仲裁：快速争议解决问题和体育法》（2001年）